# Roger Rabbit's Car Toon Spin
Roger Rabbit's Car Toon Spin est une attraction de type parcours scénique des parcs à thèmes Disneyland et Tokyo Disneyland. Elle est basée sur le film de 1988 Qui veut la peau de Roger Rabbit produit par les studios Touchstone Pictures (filiale de la Walt Disney Company) et Amblin Entertainment (société de Steven Spielberg).

## Histoire
L'histoire de ce land est née de la rencontre de plusieurs idées qui ont émergé à la même époque, à savoir la fin des années 1980 et le tout début des années 1990. L'idée d'un côté était d'avoir une attraction pour Mickey Mouse et ses amis dans le parc Disneyland. Ce lieu permanent nommé Mickey's Starland et situé à Disneyland ou à Walt Disney World aurait permis de rencontrer Mickey. Le parc Magic Kingdom a ainsi ouvert un nouveau land consacré à Mickey Mouse pour son 60e anniversaire, Mickey's Birthdayland. Un autre projet était l'ouverture d'une extension nommée Hollywoodland derrière Main Street, USA à Disneyland et consacrée au cinéma. Ce projet est devenu Disney-MGM Studios.
D'un autre côté, avec le succès du film Qui veut la peau de Roger Rabbit sorti en 1988, Disney se devait de capitaliser sur le personnage de Roger Rabbit. Le concept d'Hollywoodland fut associé, par les imagineers Dave Nurkhart et Joe Lanzisero, à celui du Mickey's Birthdayland et devint un monde de Mickey et des autres toons mais dont Disney a les droits, celui de Mickey's Toontown.
Plusieurs attractions furent envisagées dont un voyage dans Toontown proche des scènes du film Qui veut la peau de Roger Rabbit ?. Pour cette attraction, l'imagineer Tony Baxter s'est inspiré d'une attraction des Jardins de Tivoli à base de godets tournant. Avec ses collègues ils ont essayé de prendre les tasses de Mad Tea Party dans un parcours scénique, d'abord Haunted Mansion, sans succès puis Pinocchio's Daring Journey ce qui donna naissance à Roger Rabbit's Car Toon Spin.

## Description de l'attraction
L'extérieur de l'attraction évoque un garage de cartoon, du nom de « Gag Warehouse » inspiré par l'entrepôt du film Acme Warehouse de Marvin Acme. Le visiteur embarque ensuite dans un taxi jaune nommé Lenny. Ce nom proche de Benny, le taxi du film, vient du fait qu'Amblin et Touchstone se sont disputé les droits du film.
Les véhicules sont regroupés par paire et chacun accueille deux personnes. Les taxis rejoignent une scène du film avec Roger et Benny est poursuivi par le gang des fouines au service du juge DeMort. À ce moment le volant du taxi devient actif et le véhicule peut tourner sur lui-même comme l'attraction des tasses. La suite reprend des scènes du film principalement dans Toontown avec des personnages comme Jessica Rabbit et Baby Herman.

## Les attractions

### Disneyland
L'attraction est située à l'extrémité orientale du pays de Mickey's Toontown, le parc étant orienté sud-nord, elle est donc à droite de l'entrée du land. C'est aussi la plus grande du land.
Cette attraction bénéficie du système FastPass
- Ouverture : 26 janvier 1994[4]
- Conception : Walt Disney Imagineering
- Véhicules :
  - Thème du véhicule : voiture de taxi façon cartoon
  - Nombre de taxis par train : 2
  - Capacité : 2 places par taxi
- Durée : 3 min 30 s
- Type d'attraction : véhicule tournant sur rail au travers d'un parcours scénique
- Situation : 33° 48′ 55″ N, 117° 55′ 05″ O

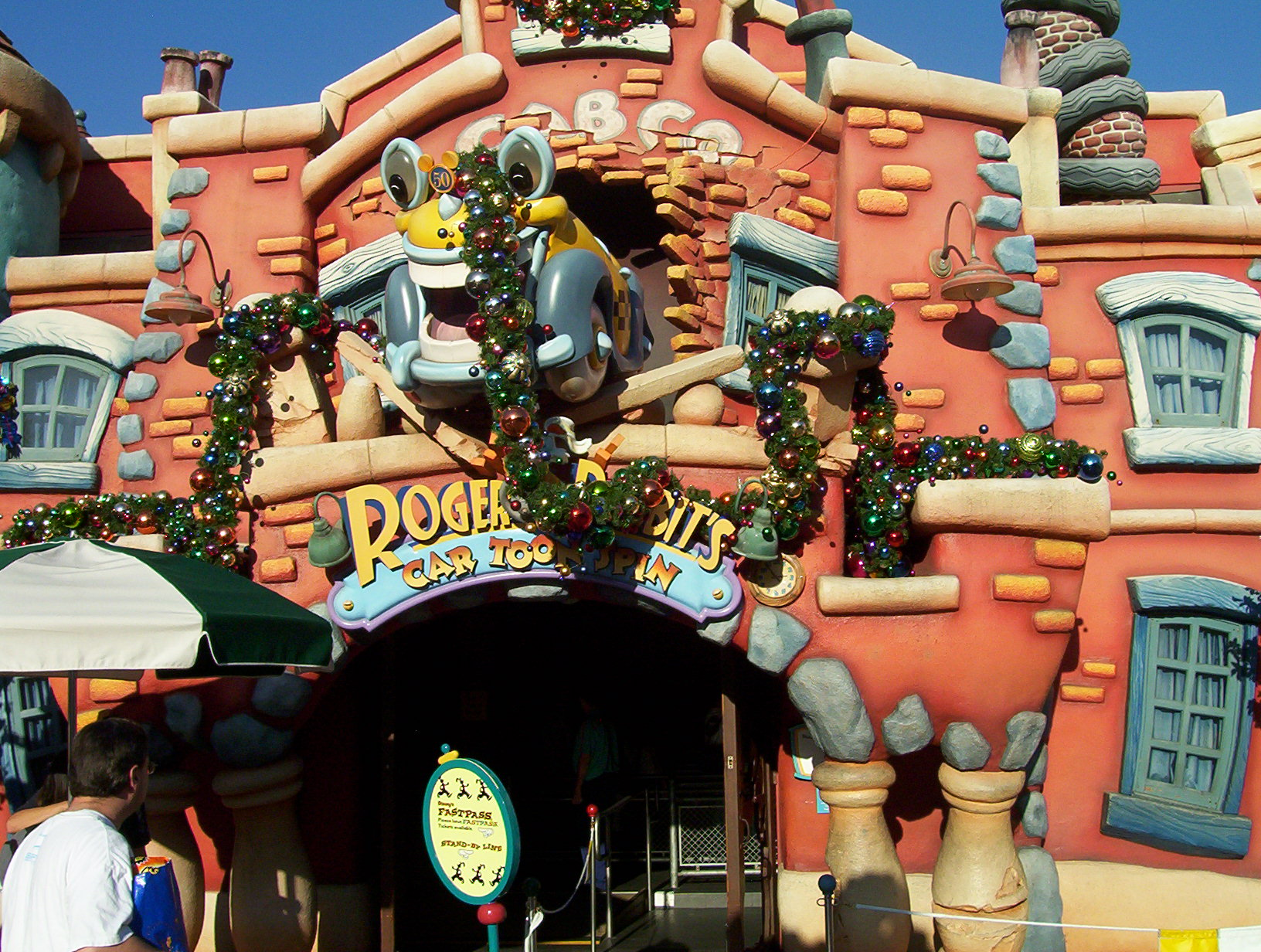
Façade de l'attraction Roger Rabbit's Car Toon Spin, décorée pour noël lors du 50e anniversaire de Disneyland.
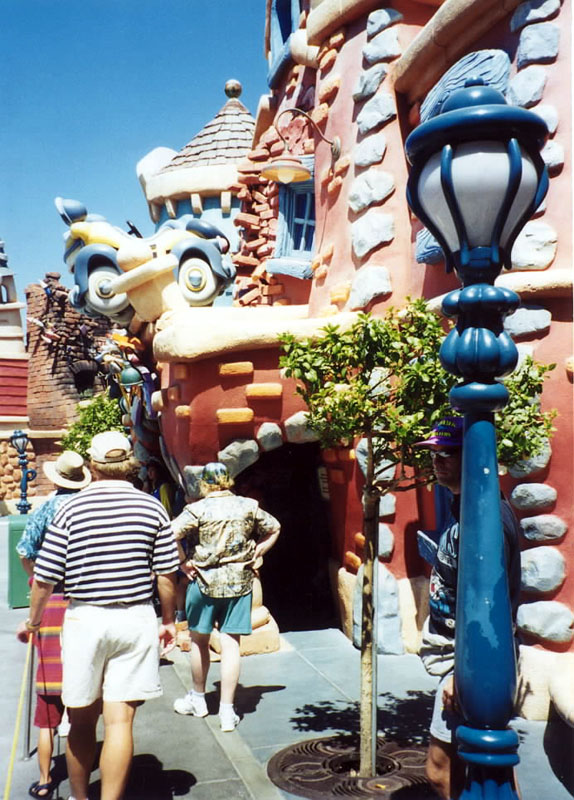
Entrée de l'attraction à Disneyland en 1995

### Tokyo Disneyland
L'attraction est située à l'extrémité orientale du pays de Mickey's Toontown, le parc étant orienté nord-est sud-ouest, elle est donc à gauche de l'entrée du land. Pour le reste elle diffère pas de son homologue de Disneyland.
- Ouverture : 15 avril 1996[4]
- Conception : Walt Disney Imagineering
- Véhicules :
  - Thème du véhicule : voiture de taxi façon cartoon
  - Nombre de taxi par train : 2
  - Capacité : 2 places par taxi
- Durée : 3 min 30 s
- Type d'attraction : véhicule tournant sur rail au travers d'un parcours scénique
- Situation : 35° 37′ 47″ N, 139° 52′ 48″ E